# Laredo (Texas)
Laredo er en amerikansk by i delstaten Texas med 255.205(2020) indbyggere. Byen er administrativt centrum i det amerikanske county Webb County.